# 岗子满族乡
岗子满族乡，是中华人民共和国河北省承德市承德县下辖的一个乡镇级行政单位。

## 行政区划
岗子满族乡下辖以下地区：
岗子村、大西山村、鹰手营子村、东沟村、小杨树林村、郑栅子村、齐家营村、李家营村、曹家沟村和何家店村。